# Lagamas
Lagamas [la.ɣa.mas] (en occitan Lagamars [la.ɣa.'mas]) est une commune française située dans le centre du département de l'Hérault en région Occitanie.
Exposée à un climat méditerranéen, elle est drainée par l'Hérault, le ruisseau de Lagamas, le ruisseau de l'Avenc. La commune possède un patrimoine naturel remarquable : un site Natura 2000 (les « gorges de l'Hérault ») et deux zones naturelles d'intérêt écologique, faunistique et floristique. 
Ses habitants sont appelés les Lagamasiens.
Lagamas est une commune rurale qui compte 110 habitants en 2022, après avoir connu une forte hausse de la population depuis 1975.  Elle fait partie de l'aire d'attraction de Montpellier. Ses habitants sont appelés les Lagamasois ou  Lagamasoises.

## Géographie

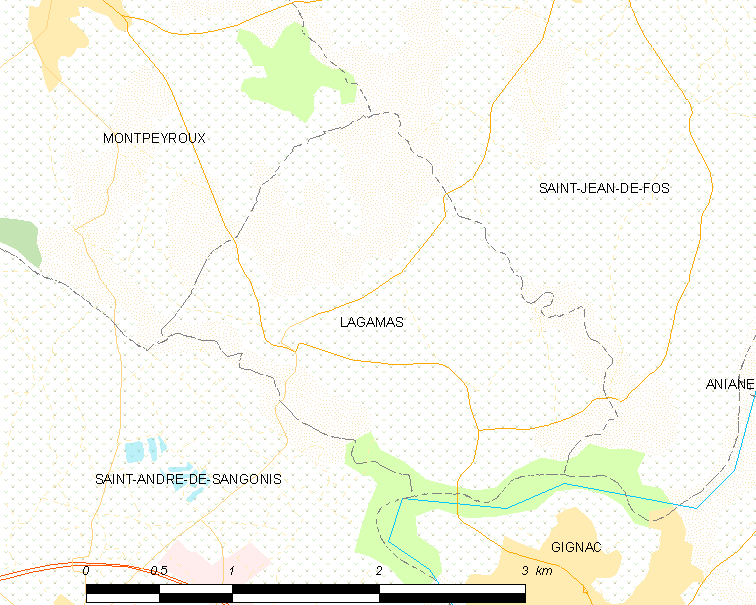
Carte

Cette commune se situe dans la région Languedoc-Roussillon, département de l'Hérault dans le canton de Gignac. Ce village fait partie de la 4e circonscription de l'Hérault.

### Communes limitrophes
| Montpeyroux             |         |                   |
|                         | Lagamas | Saint-Jean-de-Fos |
| Saint-André-de-Sangonis | Gignac  |                   |

### Climat
Pour des articles plus généraux, voir Climat de l'Occitanie et Climat de l'Hérault.
En 2010, le climat de la commune est de type climat méditerranéen franc, selon une étude s'appuyant sur une série de données couvrant la période 1971-2000. En 2020, Météo-France publie une typologie des climats de la France métropolitaine dans laquelle la commune est exposée à un climat méditerranéen et est dans la région climatique  Provence, Languedoc-Roussillon, caractérisée par une pluviométrie faible en été, un très bon ensoleillement (2 600 h/an), un été chaud (21,5 °C), un air très sec en été, sec en toutes saisons, des vents forts (fréquence de 40 à 50 % de vents > 5 m/s) et peu de brouillards.
Pour la période 1971-2000, la température annuelle moyenne est de 14,3 °C, avec une amplitude thermique annuelle de 16,5 °C. Le cumul annuel moyen de précipitations est de 849 mm, avec 6,8 jours de précipitations en janvier et 3,1 jours en juillet. Pour la période 1991-2020, la température moyenne annuelle observée sur la station météorologique la plus proche, située sur la commune de Saint-André-de-Sangonis à 3 km à vol d'oiseau, est de 15,5 °C et le cumul annuel moyen de précipitations est de 652,4 mm,. Pour l'avenir, les paramètres climatiques de la commune estimés pour 2050 selon différents scénarios d'émission de gaz à effet de serre sont consultables sur un site dédié publié par Météo-France en novembre 2022.

### Milieux naturels et biodiversité

#### Réseau Natura 2000

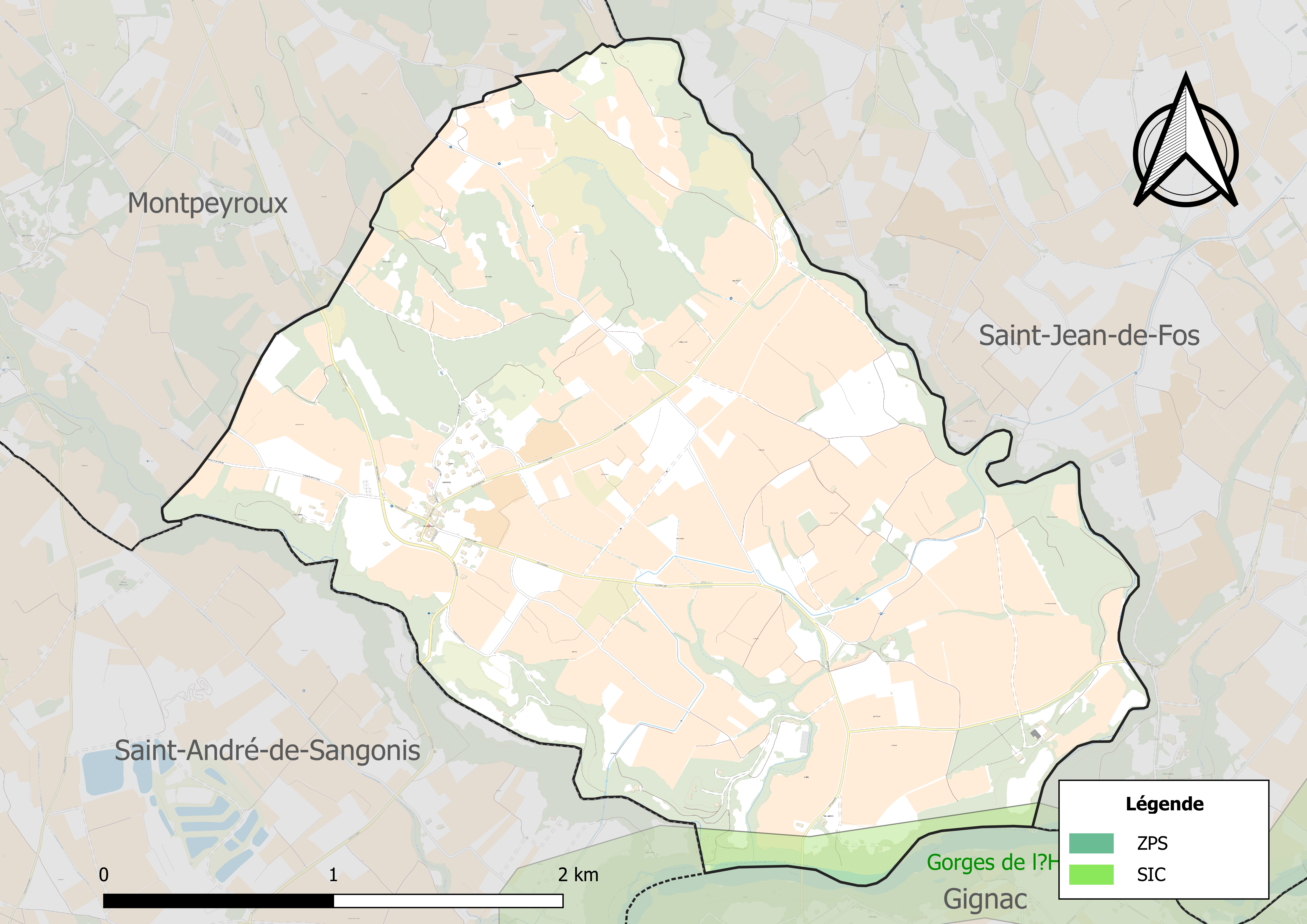
Site Natura 2000 sur le territoire communal.

Le réseau Natura 2000 est un réseau écologique européen de sites naturels d'intérêt écologique élaboré à partir des directives habitats et oiseaux, constitué de zones spéciales de conservation (ZSC) et de zones de protection spéciale (ZPS).
Un site Natura 2000 a été défini sur la commune au titre de la directive habitats : les « gorges de l'Hérault », d'une superficie de 21 736 ha, entaillent un massif calcaire vierge de grandes infrastructures dont les habitats forestiers (forêt de Pins de Salzman et chênaie verte) et rupicoles sont bien conservés. La pinède de Pins de Salzmann de Saint-Guilhem-le-Désert est une souche pure et classée comme porte-graines par les services forestiers. Il s'agit d'une forêt développée sur des roches dolomitiques.

#### Zones naturelles d'intérêt écologique, faunistique et floristique
L’inventaire des zones naturelles d'intérêt écologique, faunistique et floristique (ZNIEFF) a pour objectif de réaliser une couverture des zones les plus intéressantes sur le plan écologique, essentiellement dans la perspective d’améliorer la connaissance du patrimoine naturel national et de fournir aux différents décideurs un outil d’aide à la prise en compte de l’environnement dans l’aménagement du territoire.
Une ZNIEFF de type 1 est recensée sur la commune :
la « rivière de l'Hérault de Gignac à Canet » (317 ha), couvrant 8 communes du département et une ZNIEFF de type 2, : 
le « cours moyen de l'Hérault et de la Lergue » (976 ha), couvrant 22 communes du département.

Carte des ZNIEFF de type 1 et 2 à Lagamas.
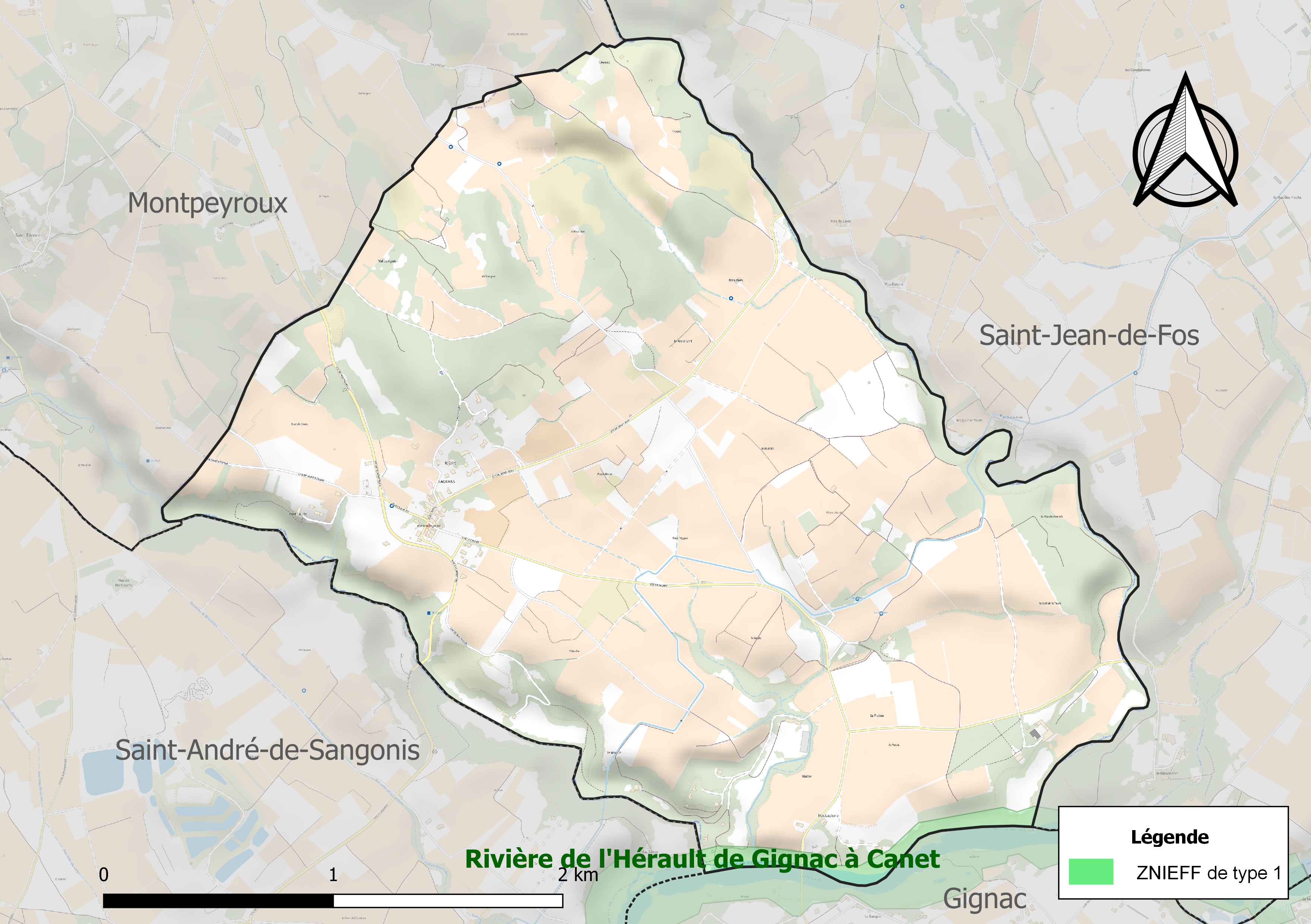
Carte de la ZNIEFF de type 1 sur la commune.
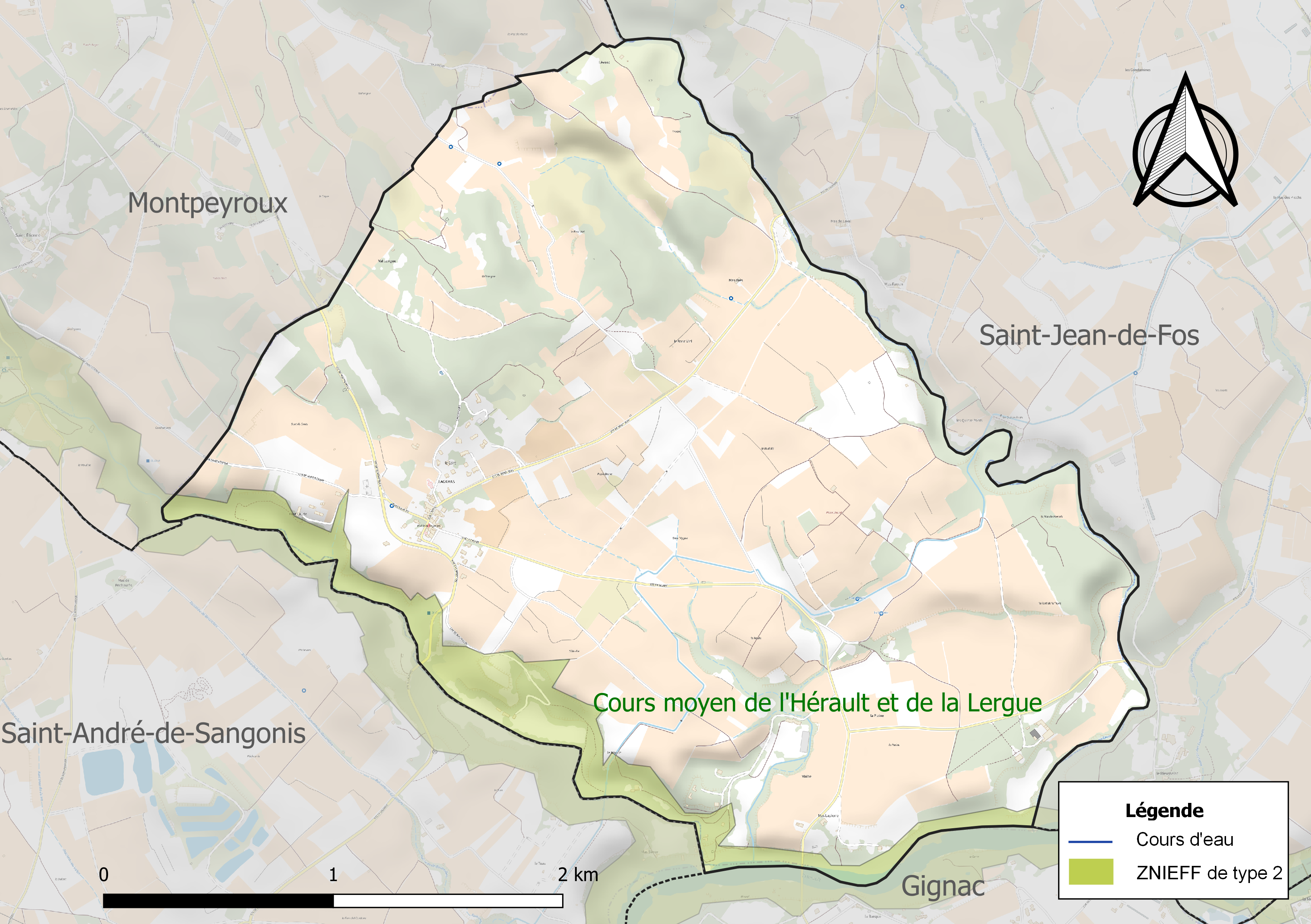
Carte de la ZNIEFF de type 2 sur la commune.

## Urbanisme

### Typologie
Au 1er janvier 2024, Lagamas est catégorisée commune rurale à habitat dispersé, selon la nouvelle grille communale de densité à sept niveaux définie par l'Insee en 2022.
Elle est située hors unité urbaine. Par ailleurs la commune fait partie de l'aire d'attraction de Montpellier, dont elle est une commune de la couronne,. Cette aire, qui regroupe 161 communes, est catégorisée dans les aires de 700 000 habitants ou plus (hors Paris),.

### Occupation des sols
L'occupation des sols de la commune, telle qu'elle ressort de la base de données européenne d’occupation biophysique des sols Corine Land Cover (CLC), est marquée par l'importance des territoires agricoles (97 % en 2018), en augmentation par rapport à 1990 (77 %). La répartition détaillée en 2018 est la suivante : 
cultures permanentes (56,5 %), zones agricoles hétérogènes (40,4 %), forêts (3 %). L'évolution de l’occupation des sols de la commune et de ses infrastructures peut être observée sur les différentes représentations cartographiques du territoire : la carte de Cassini (XVIIIe siècle), la carte d'état-major (1820-1866) et les cartes ou photos aériennes de l'IGN pour la période actuelle (1950 à aujourd'hui).

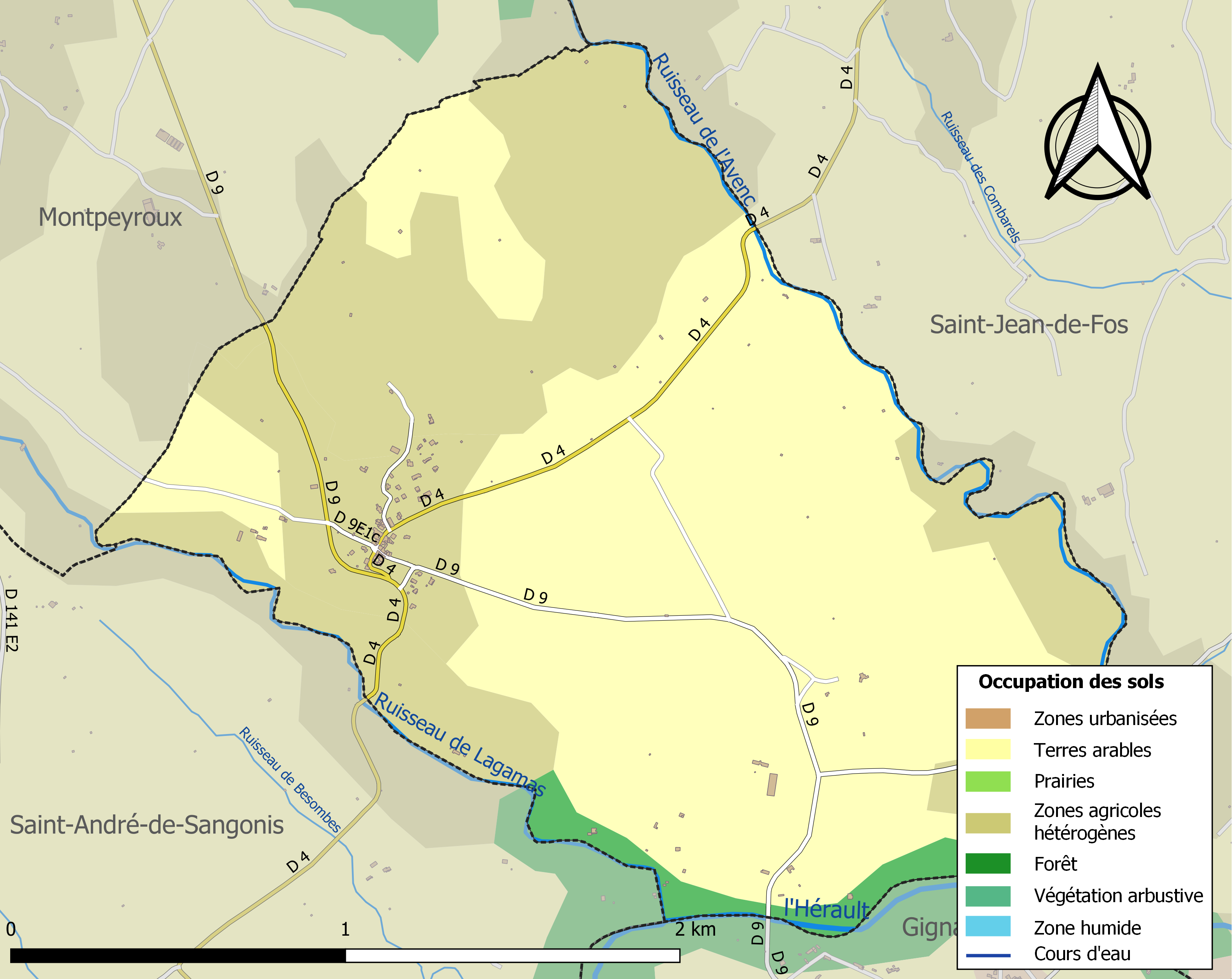
Carte des infrastructures et de l'occupation des sols de la commune en 2018 (CLC).

### Risques majeurs
Le territoire de la commune de Lagamas est vulnérable à différents aléas naturels : météorologiques (tempête, orage, neige, grand froid, canicule ou sécheresse), inondations, feux de forêts et séisme (sismicité faible). Il est également exposé à un risque technologique, la rupture d'un barrage. Un site publié par le BRGM permet d'évaluer simplement et rapidement les risques d'un bien localisé soit par son adresse soit par le numéro de sa parcelle.

#### Risques naturels
Certaines parties du territoire communal sont susceptibles d’être affectées par le risque d’inondation par débordement de cours d'eau, notamment l'Hérault, le ruisseau de l'Avenc et le ruisseau de Lagamas. La commune a été reconnue en état de catastrophe naturelle au titre des dommages causés par les inondations et coulées de boue survenues en 1982, 1994 et 2014,.
Lagamas est exposée au risque de feu de forêt. Un plan départemental de protection des forêts contre les incendies (PDPFCI) a été approuvé en juin 2013 et court jusqu'en 2022, où il doit être renouvelé. Les mesures individuelles de prévention contre les incendies sont précisées par deux arrêtés préfectoraux et s’appliquent dans les zones exposées aux incendies de forêt et à moins de 200 mètres de celles-ci. L’arrêté du 25 avril 2002 réglemente l'emploi du feu en interdisant notamment d’apporter du feu, de fumer et de jeter des mégots de cigarette dans les espaces sensibles et sur les voies qui les traversent sous peine de sanctions. L'arrêté du 11 mars 2013 rend le débroussaillement obligatoire, incombant au propriétaire ou ayant droit,.

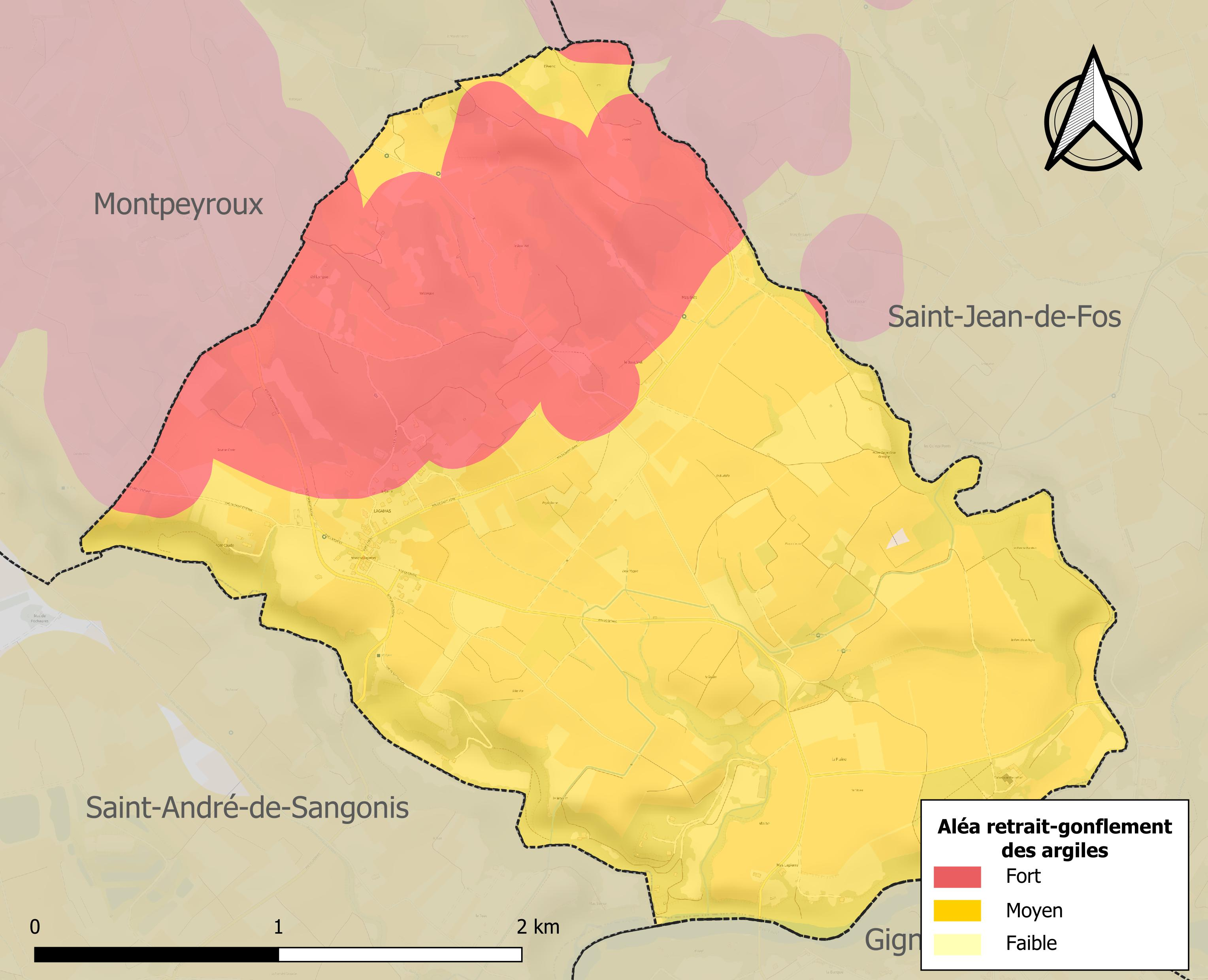
Carte des zones d'aléa retrait-gonflement des sols argileux de Lagamas.

Le retrait-gonflement des sols argileux est susceptible d'engendrer des dommages importants aux bâtiments en cas d’alternance de périodes de sécheresse et de pluie. La totalité de la commune est en aléa moyen ou fort (59,3 % au niveau départemental et 48,5 % au niveau national). Sur les 72 bâtiments dénombrés sur la commune en 2019, 72 sont en aléa moyen ou fort, soit 100 %, à comparer aux 85 % au niveau départemental et 54 % au niveau national. Une cartographie de l'exposition du territoire national au retrait gonflement des sols argileux est disponible sur le site du BRGM,.
Par ailleurs, afin de mieux appréhender le risque d’affaissement de terrain, l'inventaire national des cavités souterraines permet de localiser celles situées sur la commune.

#### Risques technologiques
La commune est en outre située en aval du Barrage du Salagou, un ouvrage de classe A sur le Salagou, mis en service en 1968 et disposant d'une retenue de 102 millions de mètres cubes. À ce titre elle est susceptible d’être touchée par l’onde de submersion consécutive à la rupture de cet ouvrage.

## Toponymie
La commune a été connue sous les variantes : Agamarz (1163), Mas d'Agamas (1740), Mas Dagamas (1740), etc.
```
La commune tire son nom du ruisseau de Lagamas qui la traverse. Pour ce ruisseau, on trouve les mentions : 
in Agamarz
 (1106), 
ultre aquam Marciam
 (1129), 
ruisseau d'Agamas
 (1740).
```

Le nom Lagamas dérive de celui d'un homme germanique Agama avec agglutination récente d'un article devant le nom du ruisseau.

## Politique et administration
| Période   | Période   | Identité          | Étiquette | Qualité  |
| --------- | --------- | ----------------- | --------- | -------- |
| 1947      | 1982      | Pierre Boulouis   |           |          |
| 1982      | 1983      | Jean Boulouis     |           |          |
| 1983      | mars 2001 | Guy Ayral         | FN        |          |
| mars 2001 | mars 2014 | Alain Calas       | SE        | Retraité |
| mars 2014 | En cours  | Christian Viloing | SE        | Retraité |

## Démographie
L'évolution du nombre d'habitants est connue à travers les recensements de la population effectués dans la commune depuis 1793. Pour les communes de moins de 10 000 habitants, une enquête de recensement portant sur toute la population est réalisée tous les cinq ans, les populations de référence des années intermédiaires étant quant à elles estimées par interpolation ou extrapolation. Pour la commune, le premier recensement exhaustif entrant dans le cadre du nouveau dispositif a été réalisé en 2005.

En 2022, la commune comptait 110 habitants, en évolution de −0,9 % par rapport à 2016 (Hérault : +7,49 %, France hors Mayotte : +2,11 %).
| 1793 | 1800 | 1806 | 1821 | 1831 | 1836 | 1841 | 1846 | 1851 |
| ---- | ---- | ---- | ---- | ---- | ---- | ---- | ---- | ---- |
| 60   | 72   | 67   | 120  | 63   | 68   | 78   | 70   | 71   |

| 1856 | 1861 | 1866 | 1872 | 1876 | 1881 | 1886 | 1891 | 1896 |
| ---- | ---- | ---- | ---- | ---- | ---- | ---- | ---- | ---- |
| 78   | 70   | 87   | 66   | 73   | 71   | 59   | 60   | 70   |

| 1901 | 1906 | 1911 | 1921 | 1926 | 1931 | 1936 | 1946 | 1954 |
| ---- | ---- | ---- | ---- | ---- | ---- | ---- | ---- | ---- |
| 71   | 65   | 64   | 74   | 73   | 78   | 65   | 41   | 62   |

| 1962 | 1968 | 1975 | 1982 | 1990 | 1999 | 2005 | 2006 | 2010 |
| ---- | ---- | ---- | ---- | ---- | ---- | ---- | ---- | ---- |
| 61   | 46   | 43   | 56   | 71   | 111  | 113  | 121  | 114  |

| 2015 | 2020 | 2022 | - | - | - | - | - | - |
| ---- | ---- | ---- | - | - | - | - | - | - |
| 110  | 111  | 110  | - | - | - | - | - | - |

## Économie

### Emploi
|                | 2008   | 2013   | 2018   |
| -------------- | ------ | ------ | ------ |
| Commune        | 6,6 %  | 8 %    | 14,7 % |
| Département    | 10,1 % | 11,9 % | 12 %   |
| France entière | 8,3 %  | 10 %   | 10 %   |

En 2018, la population âgée de 15 à 64 ans s'élève à 68 personnes, parmi lesquelles on compte 80,9 % d'actifs (66,2 % ayant un emploi et 14,7 % de chômeurs) et 19,1 % d'inactifs,. En  2018, le taux de chômage communal (au sens du recensement) des 15-64 ans est supérieur à celui du département et de la France, alors qu'en 2008 la situation était inverse.
La commune fait partie de la couronne de l'aire d'attraction de Montpellier, du fait qu'au moins 15 % des actifs travaillent dans le pôle,. Elle compte 18 emplois en 2018, contre 16 en 2013 et 25 en 2008. Le nombre d'actifs ayant un emploi résidant dans la commune est de 49, soit un indicateur de concentration d'emploi de 36,5 % et un taux d'activité parmi les 15 ans ou plus de 59,6 %.
Sur ces 49 actifs de 15 ans ou plus ayant un emploi, 10 travaillent dans la commune, soit 20 % des habitants. Pour se rendre au travail, 79,6 % des habitants utilisent un véhicule personnel ou de fonction à quatre roues, 6,1 % les transports en commun, 2 % s'y rendent en deux-roues, à vélo ou à pied et 12,2 % n'ont pas besoin de transport (travail au domicile).

### Activités hors agriculture
12 établissements sont implantés  à Lagamas au 31 décembre 2019.
Le secteur du commerce de gros et de détail, des transports, de l'hébergement et de la restauration est prépondérant sur la commune puisqu'il représente 33,3 % du nombre total d'établissements de la commune (4 sur les 12 entreprises implantées  à Lagamas), contre 28 % au niveau départemental.

### Agriculture
La commune est dans la « Plaine viticole », une petite région agricole occupant la bande côtière du département de l'Hérault. En 2020, l'orientation technico-économique de l'agriculture  sur la commune est la viticulture.
|               | 1988 | 2000 | 2010 | 2020 |
| ------------- | ---- | ---- | ---- | ---- |
| Exploitations | 10   | 13   | 8    | 10   |
| SAU (ha)      | 98   | 140  | 112  | 143  |

Le nombre d'exploitations agricoles en activité et ayant leur siège dans la commune est passé de 10 lors du recensement agricole de 1988  à 13 en 2000 puis à 8 en 2010 et enfin à 10 en 2020 % en 32 ans. Le même mouvement est observé à l'échelle du département qui a perdu pendant cette période 67 % de ses exploitations,. La surface agricole utilisée sur la commune est restée relativement stable, passant de 98 ha en 1988 à 143 ha en 2020. Parallèlement la surface agricole utilisée moyenne par exploitation a augmenté, passant de 10 à 14 ha.

### Lieux et monuments

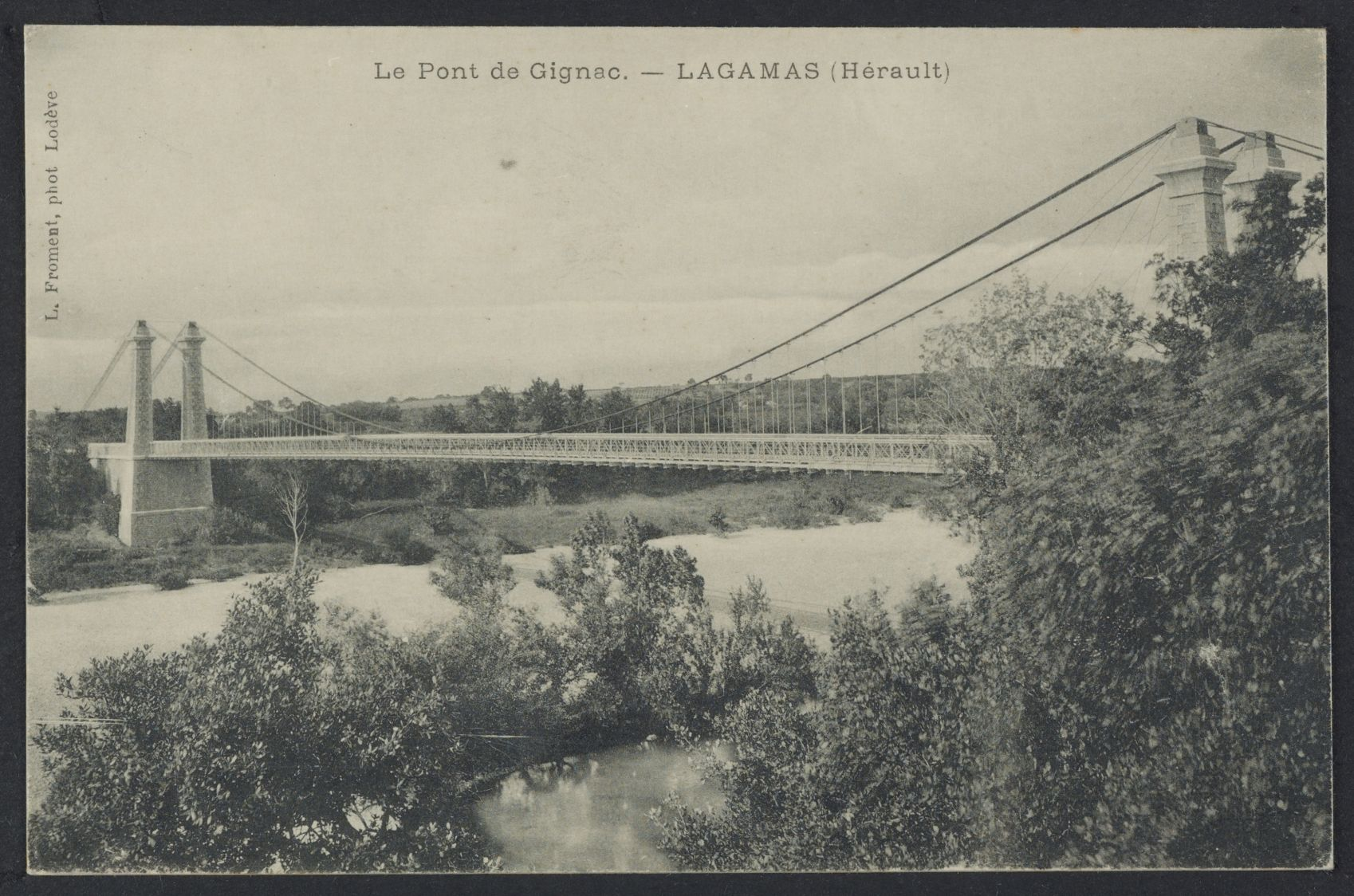
Carte postale du pont de Lagamas (fin XIX e - début XXe siècle)

## Culture locale et patrimoine

### Église Notre-Dame-de-la-Garrigue de Lagamas
L’église de Lagamas, Notre-Dame-de-la-Garrigue, étonnamment imposante au regard de la taille du village, fut érigée à la suite de la guerre de 1870, à l’initiative d’une veuve Balsan en hommage à son époux. La restauration complète du monument fut achevée en 2007. L'édifice est référencé dans la base Mérimée et à l'Inventaire général Région Occitanie.

### Le pont de Lagamas
Long de 116 métres, il fut construit en 1897.
Il remplaçait l'ancien bac à font plat le long du chemin de Montpellier à Millau par la côte d'Arboras. Cette antique voie muletiére avait fait la fortune des marchands voituriers de Monpeyroux dont le village s'allonge superbement le long de cet axe de communication et que l'on avait surnommé « les safraniers » à cause du transport du safran. La construction du pont de Gignac commencée en 1774 et achvée en 1810 mit à mal l'activité de ce village dont le sobriquet collectif devint les « banqueroutiers ».
La construction d'un pont devenait indispensable à la relance de cet axe stratégique. C'est ce à quoi s'employèrent les élus dont Alfred Rousset, issu d'une grande famille de médecins montpelliérains, maire de Lagamas de 1865 à 1895 et conseiller général. Dès qu'il reçut communication en 1870 d'un premier projet d'un pont à péage il fit voter au conseil municipal une participation de 650 F.
Les événements retardant le projet, la municipalité décidait en 1893 de porter sa participation à 1000 F payables en cinq annuités.
Il fallut encore attendre quelques années pour voir réaliser enfin le magnifique ouvrage que l'on utilise encore.
Rappelons que par arrêté du 20 septembre 1999, la priorité doit être donnée aux véhicules venant de Lagamas et que le poids total roulant autorisé des poids lourds est limité à 12 tonnes; que la largeur des véhicules est limitée à 2,50 m; que la vitesse y est strictement limitée  à 30 km/h. Pour les véhicules légers et à  5 km/h  pour les poids lourds. Ceci à cause de l'étroitesse de l'ouvrage.
Cela permet ainsi au tablier de se mettre en place sans frapper les buttées.
Il faut aussi remecier le Département pour la remise à neuf de cet ouvrage (pour un coût total de 600 000 F qui devrait constituer un attrait supplémentaire aux automobilistes saturés d'autoroute désirant découvrir une fameuse et réputée route des vins.
- Chapelle Notre-Dame de Lagamas.

### Personnalités liées à la commune
- Jean-Pierre Balsan né le 12 novembre 1807, mort le 20 octobre 1869 à Neuilly, industriel qui acheta en 1856 les usines textiles, situées à Châteauroux, issues d'une fabrique fondée par le prince de Condé à l'instigation de Jean-Baptiste Colbert au XVIIe siècle.

### Héraldique
|  | Les armoiries de Lagamas se blasonnent ainsi : d'or à deux rameaux d'olivier de sinople fruités de sable, au chef d'azur chargé de trois étoiles d'argent. |